# Rhijnauwen
Het Huis of Kasteel Rhijnauwen is gelegen op de rechteroever van de Kromme Rijn, ongeveer twee kilometer ten westen van de Utrechtse plaats Bunnik.
In het 18e-eeuwse landhuis zijn aan de achter- en linkerzijde delen van een ouder huis te zien, dat hier eerder moet hebben gestaan. Het huis vormt het middelpunt van een uitgestrekt, drukbezocht landgoed, waarover gewandeld kan worden door prachtige lanen. Sinds 1933 is in het landhuis een jeugdherberg gevestigd; dit is de oudste jeugdherberg van Nederland. Dicht bij de jeugdherberg staat Theehuis Rhijnauwen, een van de grootste trekpleisters van het gebied.

## Geschiedenis
De naam Rhijnauwen is waarschijnlijk afgeleid van auen, een oud woord voor de natte weidegronden langs de Rijn (vergelijk de Rheinaue in de Duitse stad Bonn). Het landgoed stamt waarschijnlijk uit de 13e eeuw. Een eerste vermelding van de ridderhofstad Rhijnauwen stamt uit het jaar 1212. Het Huis was in de eerste helft van de 14e eeuw eigendom van het geslacht Van Lichtenberg. Deze familie was destijds een van de machtigste families van Utrecht en bezat tevens Huis Lichtenberg, dat gelegen was op een plek die tegenwoordig deel uitmaakt van het stadhuis van Utrecht. Rhijnauwen werd in 1536 officieel erkend als ridderhofstad.

Wapen zoals bekend stond in 1698

Na het huwelijk van Aleid van Lichtenberg en Jan IV van Renesse kwam het landhuis in de handen van het Zeeuwse geslacht Renesse. In 1449 werden de broers Frederik en Johan Renesse na de overwinning van Rudolf van Diepholt op Zweder van Culemborg verbannen, en in 1450 werd het huis Rhijnauwen in brand gestoken in opdracht van de stad Utrecht. Hierna wisselde het landhuis nog enkele malen van eigenaar.
De laatste particuliere bezitter van het Huis Rhijnauwen was de familie Strick van Linschoten die Rhijnauwen in 1773 kocht. In 1919 werd het landgoed gekocht door de gemeente Utrecht. De toenmalige bewoonster, de douairière Strick van Linschoten mocht er blijven wonen tot aan het einde van haar leven. Op 1 april 1933 werd Rhijnauwen verhuurd aan de jeugdherbergstichting, waarmee het gebouw zijn huidige bestemming kreeg.

## Bouwgeschiedenis
Rhijnauwen ligt op een zanderige oeverwal aan de Kromme Rijn, een logische plek aangezien deze hoger is gelegen dan de drassige omgeving en een stevige ondergrond biedt waarop gebouwd kan worden.
Hoe het huis er oorspronkelijk heeft uitgezien, is onbekend. Waarschijnlijk is het een soort donjon geweest, omgeven door een gracht met in de buurt een boerderij. In 1450 is dit gebouw door brand verwoest. Resten ervan zijn nog te zien in de oostgevel en de zuidgevel. In de loop van de 15e eeuw is op de fundamenten een nieuw huis gebouwd. In het midden van de 16e eeuw heeft er een uitbreiding van het gebouw aan de noordkant plaatsgevonden, waarmee de burcht een L-vormig grondplan kreeg. Waarschijnlijk in 1596 werd de zuidgevel uitgebreid met een vleugel, waardoor een U-vorm ontstond die werd afgesloten met een poortgebouw.
In de 18e eeuw werden de tuinmuur, de voorburcht en het poortgebouw verwijderd en werd er een nieuwe westvleugel gebouwd. Aldus ontstond het gebouw dat er nu nog steeds staat, zij het dat bij verschillende renovaties na 1950 de meeste 18e-eeuwse elementen uit het interieur zijn verwijderd. Origineel zijn nog de deuren, inclusief de kozijnen, en een trap in Lodewijk XV-stijl.
Het 18e-eeuwse poort/dienstgebouw vormde samen met de erachter gelegen brug over de gracht de toegang tot de voorburcht.

## Fort bij Rijnauwen
Het grootste fort van de Nieuwe Hollandse Waterlinie maakt deel uit van het landgoed Rhijnauwen. Het Fort bij Rijnauwen is gebouwd tussen 1867 en 1869 en diende samen met de andere forten rond Utrecht ter verdediging van de stad en als afsluiting van de Houtense Vlakte.

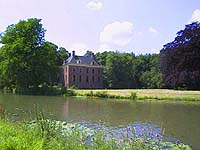
Huis Rhijnauwen, gezien vanaf de Kromme Rijn
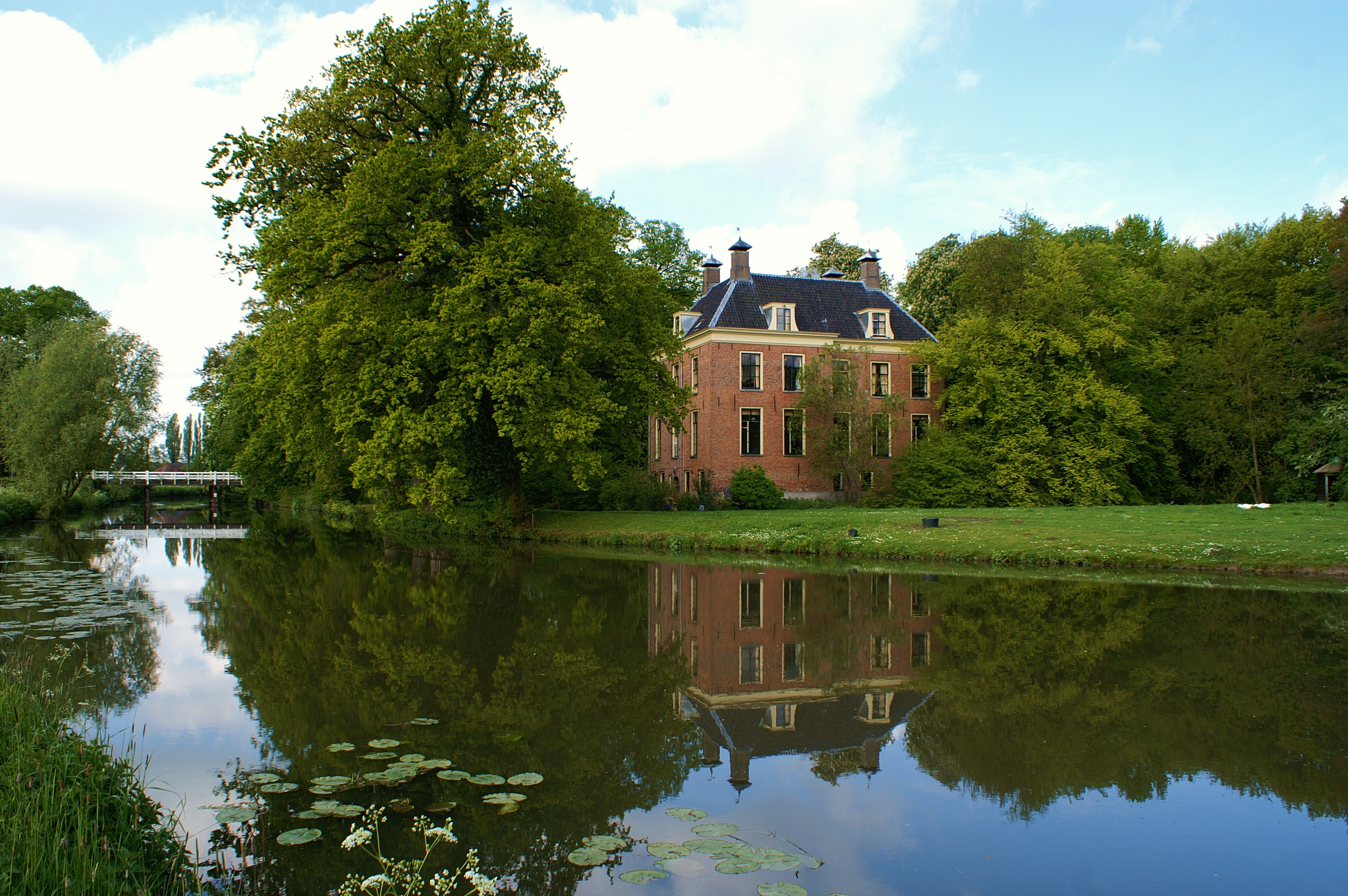
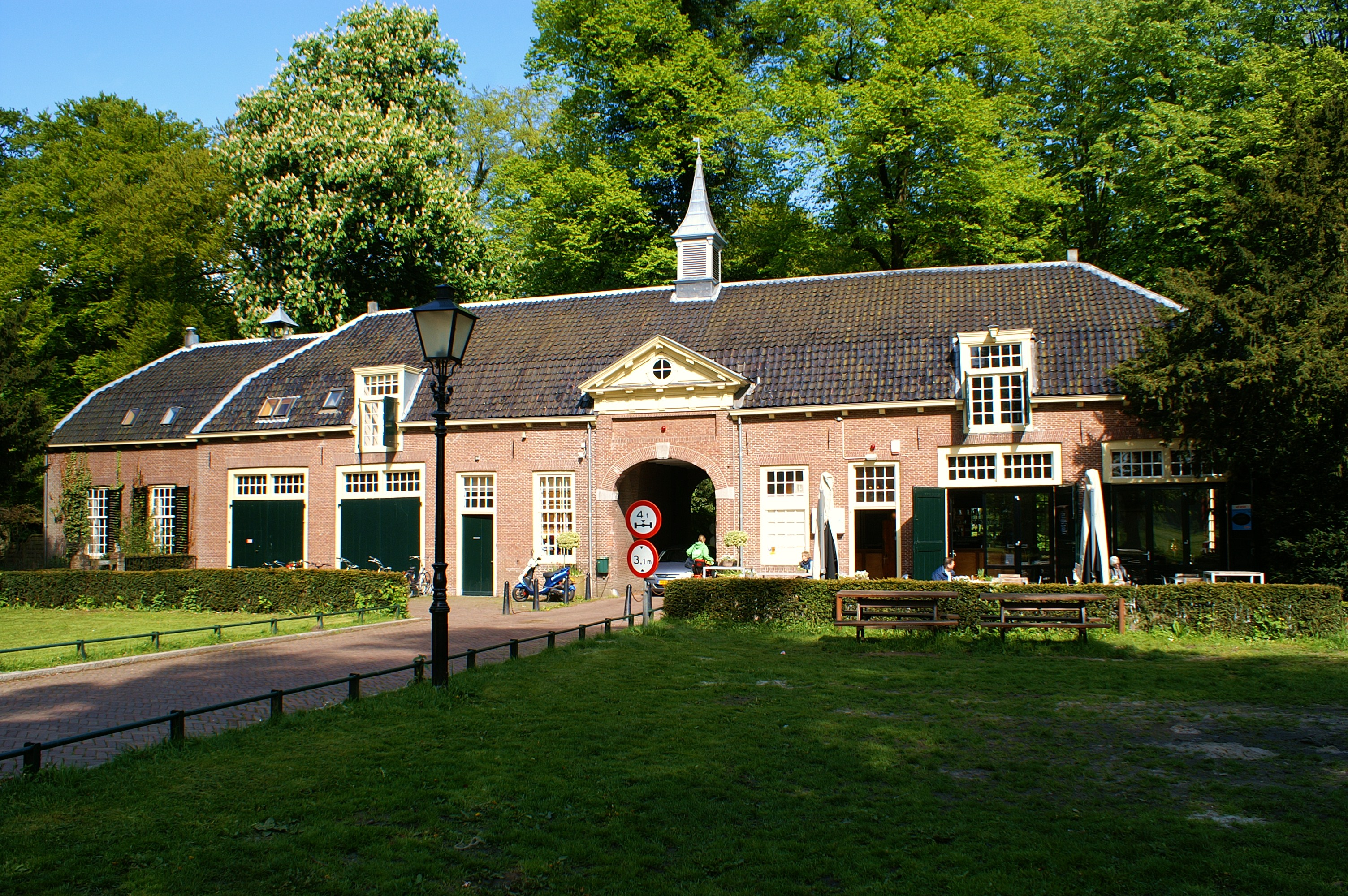
poortgebouw
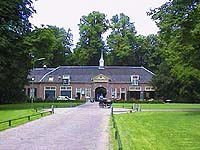
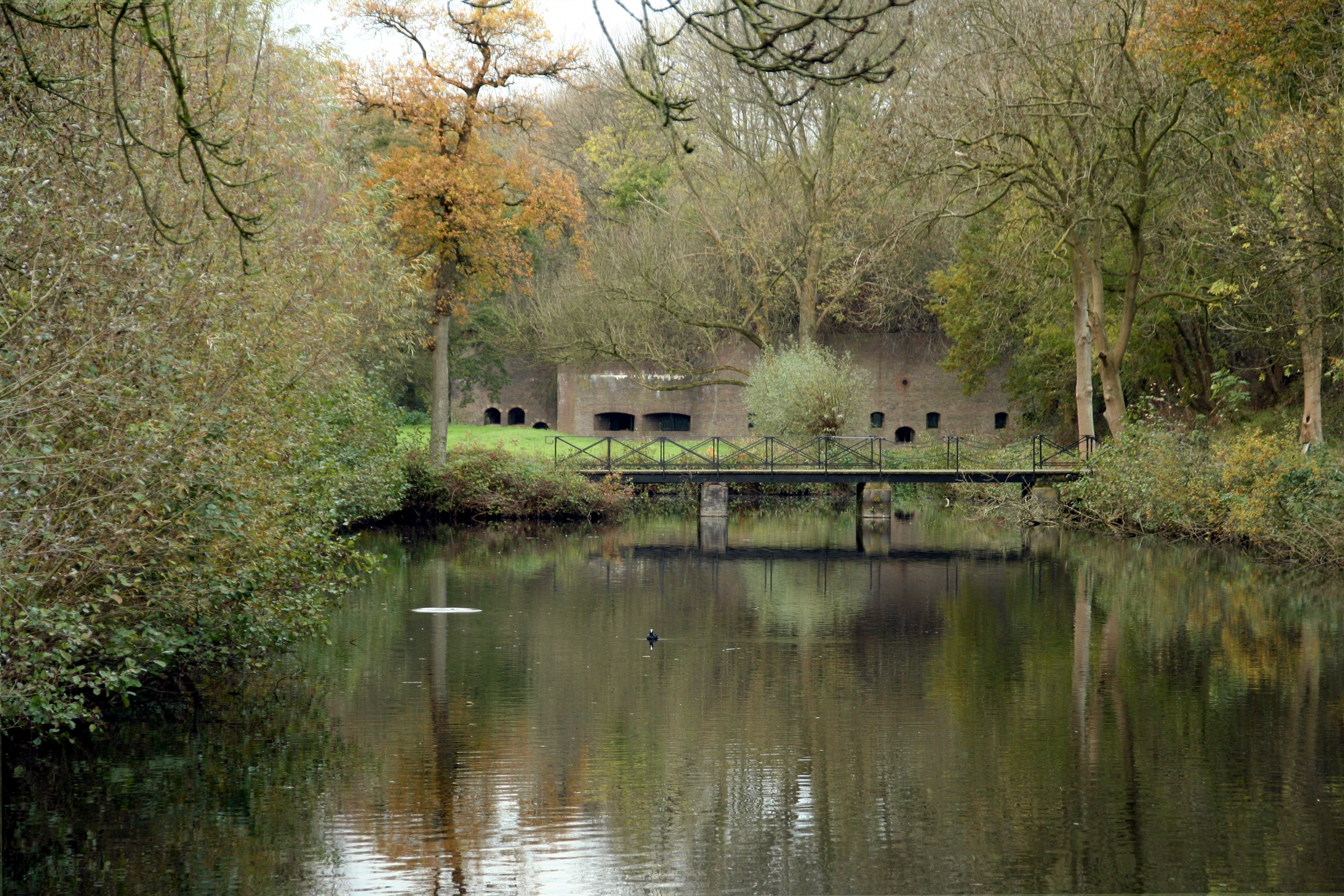
Fort Rhijnauwen vanaf de Vossegatsedijk
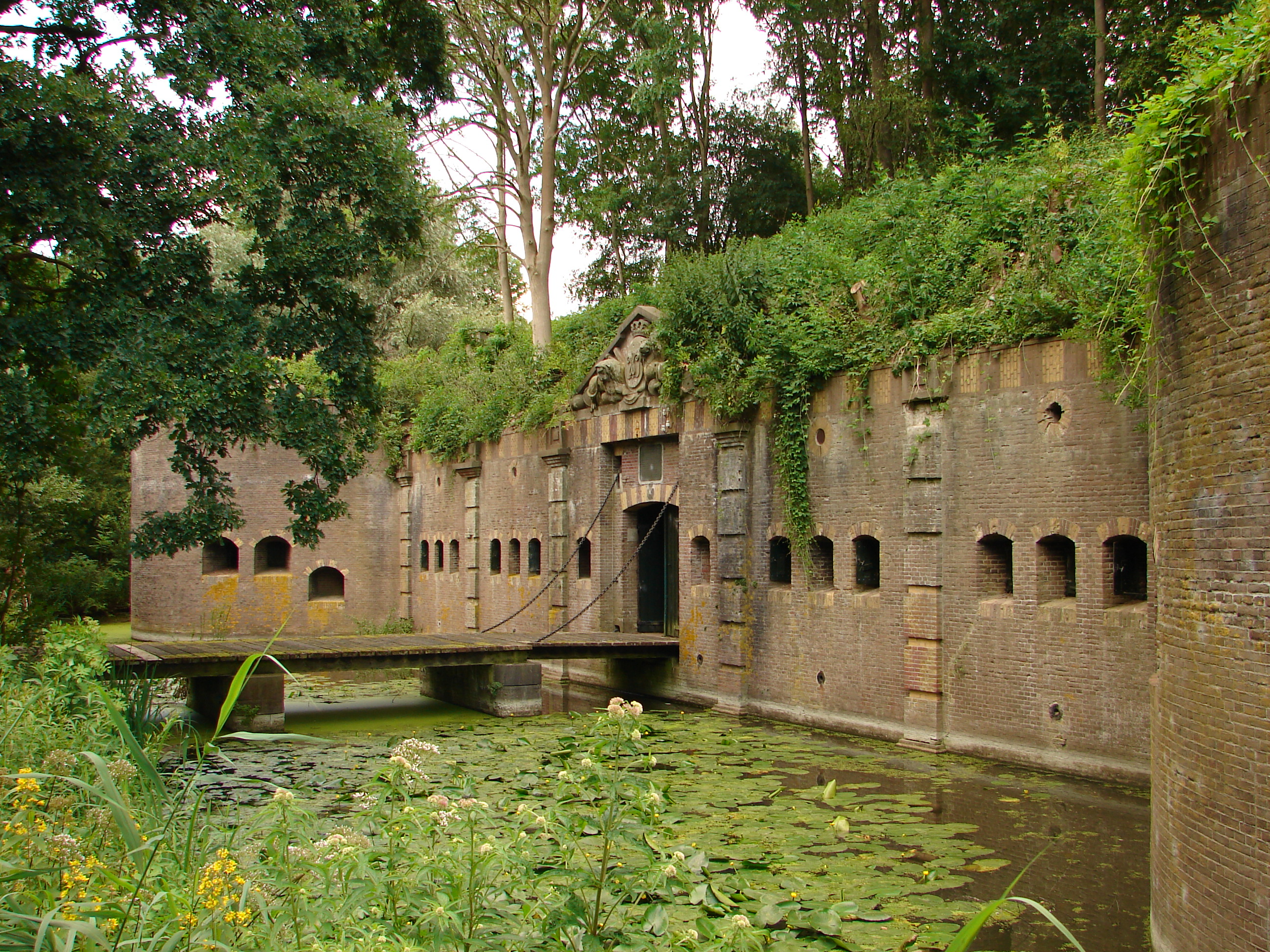